# 베르트랑 블리에
베르트랑 블리에(Bertrand Blier, 1939년 3월 14일~2025년 1월 20일)는 프랑스의 영화 감독, 작가이다. 영화 《손수건을 꺼내라》로 아카데미 국제영화상을 수상했다.

## 작품 목록

### 영화 연출
- Si j'étais un espion (1967)
- 고환 (1974)
- 손수건을 꺼내라 (1978)
- 차가운 찬장 (1979)
- 좋은 아버지 (1981, Beau-père)
- 내 단짝 친구의 여자 (1983, La Femme de mon pote)
- 우리들의 이야기 (1984, Notre histoire)
- 이브닝 드레스 (1986, Tenue de soirée)
- 내겐 너무 이쁜 당신 (1989)
- 감사한 삶 (1991, Merci la vie)
- 1, 2, 3 태양 (1993)
- 내 안의 남자 (1996, Mon homme)
- 배우들 (2000, Les Acteurs)
- 커틀렛 (2003, Les Côtelettes )
- 사랑도 흥정이 되나요? (2005)
- 더 클링크 오브 아이스 (2010, Le Bruit des glaçons)

### 영화 각본
- 지속되는 페달 (2004, Pédale dure)

### 출연
- 여배우에 관한 모든 것 (2009, Le Bal des actrices) - 본인 역
- 영화음악의 거장들: 조르주 들르뤼(2010, Bandes originales: Georges Delerue) - 본인